# Eleonora Giorgi
Eleonora Giorgi, född 21 oktober 1953 i Rom, död 3 mars 2025 i samma stad, var en italiensk skådespelerska.

## Utmärkelser
Giorgi vann David di Donatello för bästa kvinnliga huvudroll 1982 för Borotalco.

## Roller i urval
- 1974 – Appassionata
- 1975 – Cuore di cane
- 1976 – Liberi armati pericolosi
- 1977 – Safari Rally
- 1979 – Dimenticare Venezia
- 1980 – Inferno
- 1982 – Borotalco
- 2016 – Don Matteo (TV-serie) (1 avsnitt)